# Walter Novo Estrela
Walter Novo Estrela (Moçâmedes, 20 de novembro de 1967) é um ex-futebolista e treinador de futebol angolano que atuava como lateral-direito.
De origem portuguesa, jogou durante toda sua carreira no país de origem. Começou nas categorias de base de Nazarenos e Caldas, profissionalizando-se em 1986. Jogou também por Académica, Vitória de Guimarães, Leça e Gil Vicente, tendo ainda um retorno ao Caldas em 1999.
Em 2001, ingressou no Marinhense, jogando algumas partidas antes de retornar ao Nazarenos em 2003. Encerrou sua carreira em 2006, depois de um breve retorno ao Marinhense.

## Treinador
Estreou como treinador em 2007, comandando o time sub-19 do Nazarenos, função que exerceu até 2009. Teve ainda passagem pelo Pataiense antes de assinar contrato com o Ginásio de Alcobaça, onde permaneceu até 2013. Voltou ao futebol em 2016, assumindo o comando técnico do Maceirinha (teve ainda uma nova passagem, em 2018-19). Após passagens pelos times Sub-19 e Sub-21 do Caldas, treinou o time B do Caldas por 2 temporadas antes de assumir o comando do SL Marinha, clube da Divisão de Honra da Associação de Futebol de Leiria.

## Seleção
Pela Seleção Angolana de Futebol, Walter jogou apenas 5 partidas, todas pela Copa Africana de Nações de 1996 Uma curiosidade é que ele foi convocado junto com um de seus 2 irmãos, o zagueiro Wilson.

## Vida pessoal
Além de Wilson, o ex-lateral-direito possui outro irmão que seguiu carreira de jogador: Wagner Estrela, que atuou como ponta-direita e também com longa passagem pelo Caldas (1997 a 2002).
Seus sobrinhos, Wilson Júnior e Gonçalo Estrela, seguem também carreira no futebol.